# Arroyo Aguiar
Arroyo Aguiar es una localidad argentina ubicada en el departamento La Capital de la provincia de Santa Fe. Se halla sobre la ruta provincial 2, que la vincula al sur con Monte Vera y al norte con Laguna Paiva. Nació como una estación de ferrocarril en 1908.
Se supone que por la belicosidad aborigen se conocía a la zona como Añapiré, esto es cuero del diablo. Su cercanía a la ciudad de Santa Fe de la Vera Cruz permitió que progresivamente fuera siendo ocupada por estancias. En 1912 se creó la primera Comisión de Fomento. En 1964 se reemplaza el nombre de Ascochingas con que se la conocía por el actual de Arroyo Aguiar.

## Economía
Una de las principales industrias presentes en Arroyo Aguiar es Dos Reinas, dedicada a la elaboración de dulce de leche.

## Población
Cuenta con 1,478 habitantes (Indec, 2010), lo que representa un incremento frente a los 1,360 habitantes (Indec, 2001) del censo anterior.
| Gráfica de evolución demográfica de Arroyo Aguiar entre 1991 y 2010 |
|                                                                     |
| Fuente: Censos nacionales del INDEC                                 |